# Fastighetskartan
Fastighetskartan var en karta över Sverige som främst visar registerinformation; fastighetsgränser, men också bland annat läns-, samfällighets- och kommungränser. 
Den infördes för att ersätta gula kartan och ekonomiska kartan år 2000. Fastighetskartan, som finns i flera versioner, såväl digitala som pappersvarianter, framställs av Lantmäteriet och innehåller förutom gränser även bland annat markanvändning, kommunikationer, bebyggelse och bestämmelser (nationalparker, militära övningsområden etc). Även höjdkurvor och registertext ingår.
Sedan början av 2020-talet är kartan ersatt av 'topografi 10' anpassad för skalnivån 1:10 000.